# Lutherbijbel

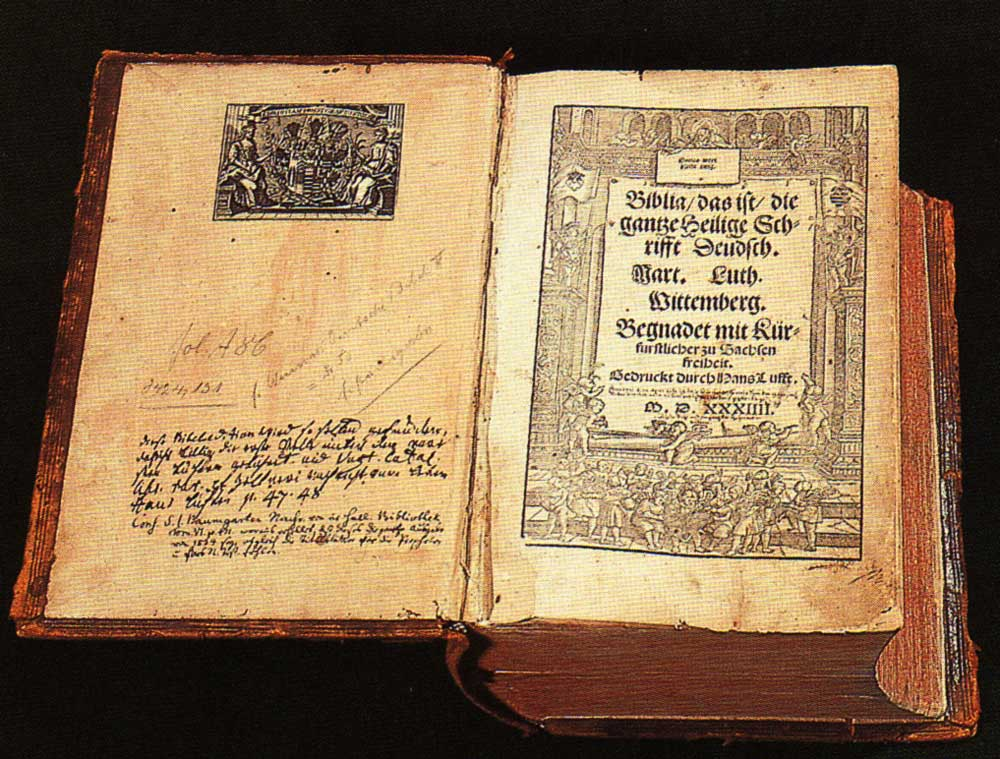
Eerste vertaling uit 1534 van de volledige Bijbel door Maarten Luther, gedrukt door Hans Lufft in Wittenberg. De houtsnede van de titel is van Meister MS

De Lutherbijbel is een vertaling van de Bijbel uit het Hebreeuws en Aramees (Oude Testament) en het Grieks (Deuterocanonieke boeken en Nieuwe Testament) in het Vroegnieuwhoogduits. De vertaling werd door Maarten Luther samen met andere medewerkers, onder wie Philipp Melanchthon, vervaardigd. In september 1522 was een eerste druk van het Nieuwe Testament gereedgekomen (het zogenaamde Septembertestament), in 1534 gevolgd door een gehele Bijbel.
In de Lutherse kerk (EKD) en ook in de Neuapostolische Kirche is de herziene Luthervertaling uit 2017 de officiële Bijbel voor de eredienst. De revisie uit 1984 is bij de Vrije Evangelische Lutherse kerken nog in gebruik.
Onder de Lutherbijbel verstaat men
- een bijbel uit de zestiende eeuw, met inleidingen, aantekeningen, illustraties, te beschouwen als een kunstwerk;
- de Bijbel van het huidige Duitstalige protestantisme zoals die zich uit Luthers werk ontwikkeld heeft en die beïnvloed is door zowel het piëtisme als de Bijbelwetenschappen.

## Voorgeschiedenis van Luthers Duitse vertaling

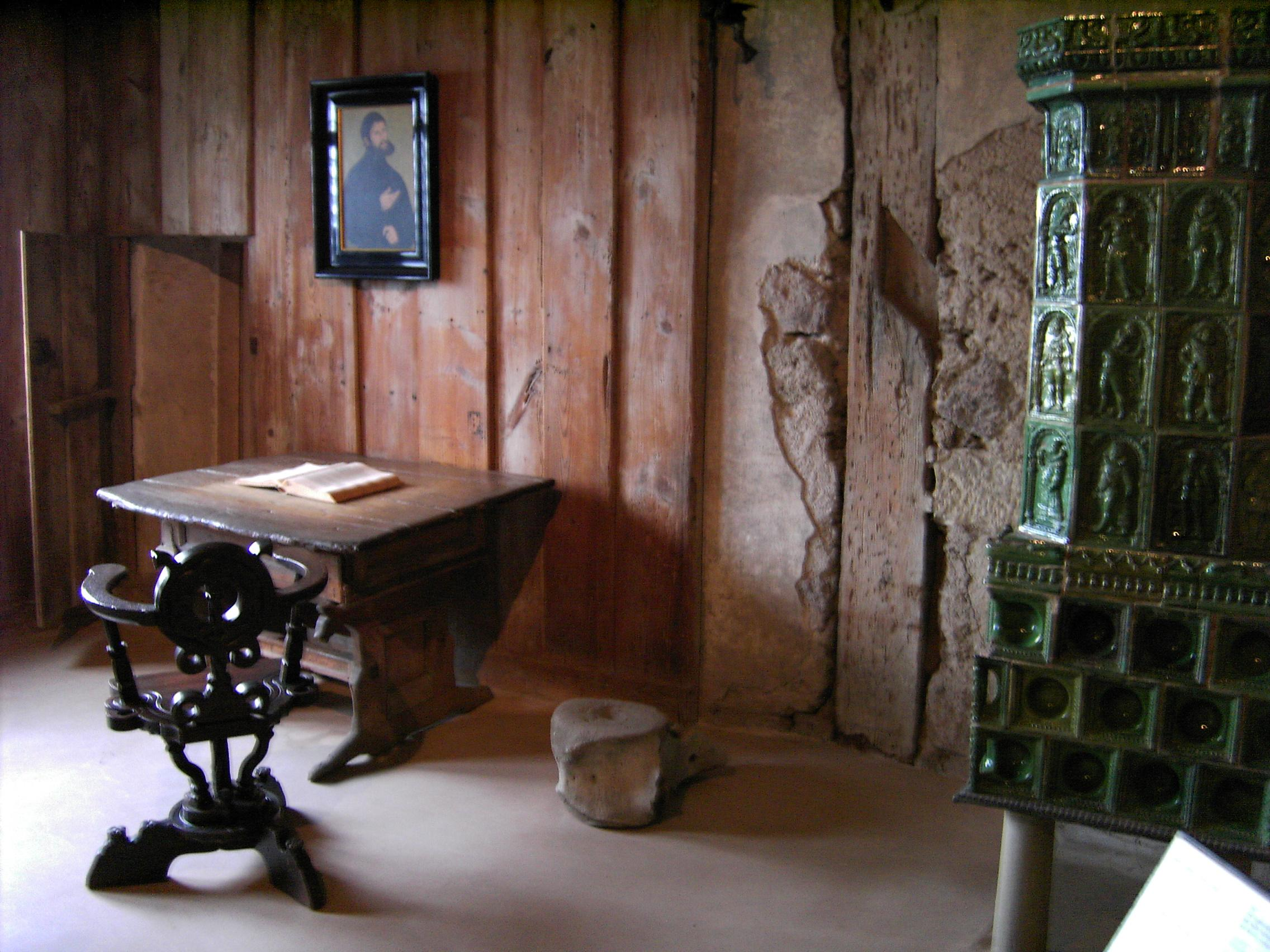
Luthers studeerkamer in de Wartburg

Tijdens zijn terugreis van de Rijksdag van Worms (1521) naar Wittenberg werd Maarten Luther zogenaamd ontvoerd; in werkelijkheid werd hij echter door Keurvorst Frederik III de Wijze in veiligheid gebracht op kasteel de Wartburg te Eisenach. Ondergedoken als Jonker Jörg begon hij aan de vertaling van het Nieuwe Testament, dat in september 1522 door Melchior Lotter te Wittenberg gedrukt werd in een oplage van 3.000 exemplaren. Hoewel de prijs van anderhalve gulden erg hoog was, moest al na drie maanden een tweede druk verschijnen, waarin verbeteringen waren aangebracht (het Decembertestament).
In de overlevering wordt er sterk de nadruk op gelegd dat Luther niet de Vulgaat vertaalde, maar de Griekse grondtekst. Toch is er nog een duidelijke invloed van de Vulgaat aan te wijzen.
In een preek uit 1564 van Johannes Mathesius krijgen we een kijkje in het vertaalproject: Melanchthon bereidde de Septuagint voor, Cruciger de Rabbijnenbijbel van Jakob Ben Chajim en Bugenhagen de Vulgaat. Luther deed een tekstvoorstel en ieder gaf daar zijn mening over. Aan het jarenlange werk hebben meer deskundigen meegewerkt dan Mathesius  beweert; ook Caspar Aquila en Jacobus Lobelich senior en diens zoon Jakob Lobelich werkten mee.
In oktober 1524 waren de Pentateuch, de historische boeken en de poëtische boeken klaar, in 1526 Jona en Habakuk en in 1528 Zacharia en Jesaja.
In 1529 werd het Nieuwe Testament herzien en in 1530 werd er nog een eindredactie op gedaan. Intussen werd verder gewerkt aan de Oudtestamentische boeken, die nu ook van commentaar werden voorzien: in 1529 Wijsheid van Salomo, in 1530 Daniël en Ezechiël 38 en 39, en in 1531 de Psalmen. In maart 1532 drukte de Wittenberger Hans Lufft de boeken van de Profeten. In januari 1533 waren de boeken Jezus Sirach, 1 Makkabeeën en daarna de aanvullingen op Daniël voltooid.

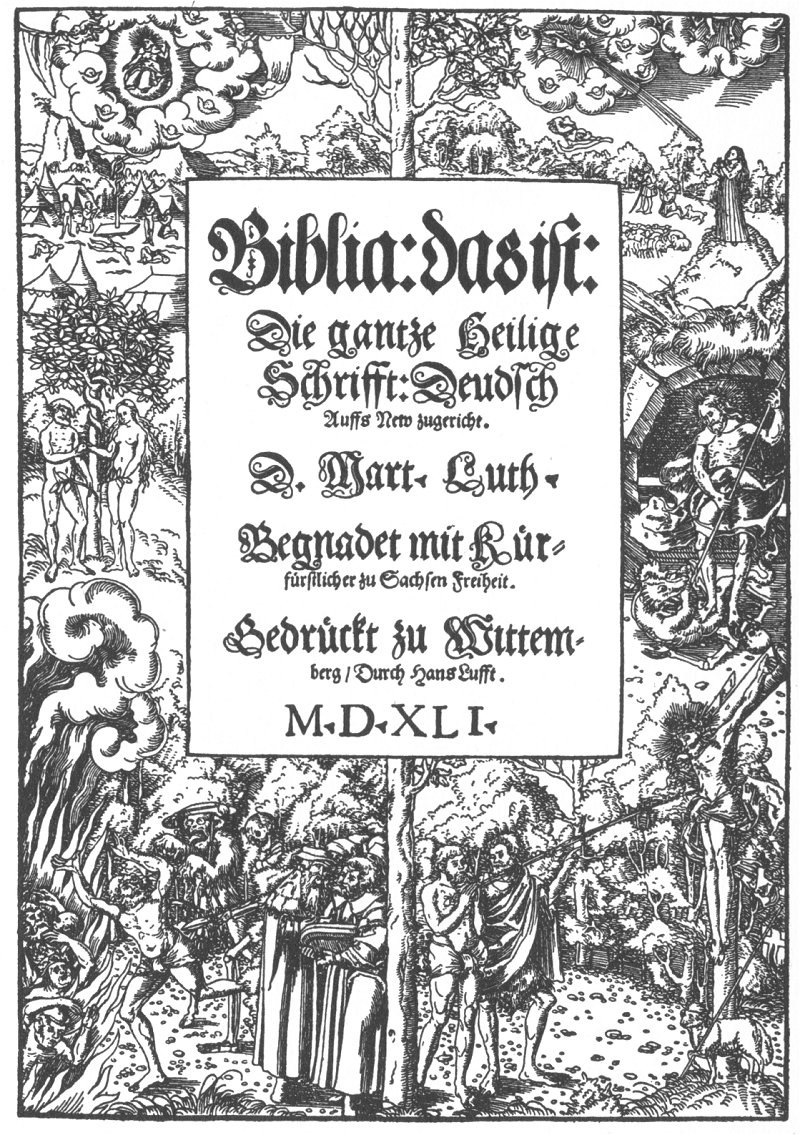
Houtsnede van 1541 door Lucas Cranach de Jongere

In 1545 vond de laatste redactie door Luther zelf plaats.
Enerzijds wilde Luther een goed lopende vertaling maken, anderzijds wilde hij, waar een diepere betekenis in de Bijbeltekst te vinden was, deze zo letterlijk mogelijk vertalen.

## De schepping van een taal

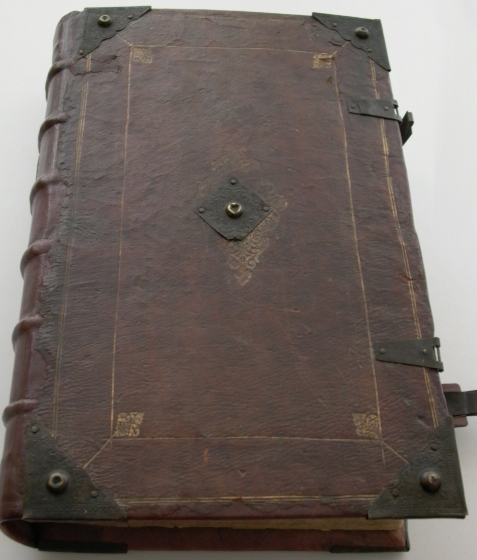
Bijbel van 1667

De Bijbelvertaling van Maarten Luther was niet de eerste in het Duits. Ze droeg er echter aan bij dat er een techniek ontstond om tegen een redelijke prijs een grote oplage te drukken. Bovendien is het Luther, meer dan zijn voorgangers, gelukt om de zware stijl van de Vulgaat in te ruilen voor een Duitse taal die dichter bij de spreektaal staat, maar ook elegant is.
Luther sprak zelf Oostmiddelduits, maar in woordkeuze richtte hij zich op het Oostopperfrankisch sprekende gebied rond Neurenberg, dat toen een belangrijk centrum was van de Hervorming. Zodra hij merkte dat een woord daar onbekend was, verving hij het door een Hoogduits woord. Deze tendens, voorrang voor het Hoogduits, deed zich echter al langer voor.
Luthers Bijbel breidde de Nieuwhoogduitse woordenschat uit met nieuwe woorden, waarvan de lezer de betekenis dadelijk uit de context kon opmaken.
De populariteit van de Luthervertaling maakte dat ook katholieke theologen van hun kant bijbels op de markt brachten die dezelfde eigenschappen hadden als die van Luther, natuurlijk zonder zijn naam op het omslag of de schutbladen te vermelden.
Ook de Duitse "eenheidsvertaling" van de Rooms-Katholieke Kerk samen met de protestanten is door Luthers vertaalwerk beïnvloed.

## De weg naar deLutherbijbel 84van 1984
Eeuwenlang werd de Bijbel door drukkers en Bijbelgenootschappen naar eigen goeddunken gemoderniseerd, zodat het aan het einde van de 19e eeuw nodig was om een eenheidstekst te maken. Het ging voornamelijk om de spelling. Luthers vertaling was in gebruik als schoolboek en mocht natuurlijk geen spelfouten bevatten. In 1861 en 1863 werden de grondregels vastgelegd en werden tien theologen belast met de herziening. In 1867 werd een proefvertaling van het Nieuwe Testament uitgegeven; in 1870 was het Nieuwe Testament voltooid. Het duurde echter tot 1883 voordat er tot een proeftitel van de gezamenlijke uitgave werd besloten en pas in 1892 werd de eerste kerkelijke herziening voltooid verklaard en in 1912 de tweede.
In de herzieningen van de 20e eeuw werden door Luther gemaakte fouten gecorrigeerd. Deze fouten kwamen voort uit onvoldoende kennis over de wereld van het oude Midden-Oosten, bijvoorbeeld over de planten en dieren. Belangrijker echter was de veranderde grondtekst. Luther had de Textus Receptus vertaald, de tekst die Erasmus had vervaardigd met behulp van enkele handschriften van de Byzantijnse tekst. De tekstkritiek van de Bijbel verzamelt en bestudeert Bijbelse handschriften die veel ouder en betrouwbaarder zijn. De eenheidsvertaling, de Gute Nachricht Bibel, en de revisies van na 1912, berusten allemaal op het wetenschappelijk werk zoals verwerkt in Nestlé-Aland.
In 1956 werd de herziening van het Nieuw Testament voltooid en in 1964 die van het Oude Testament. In 1970 werden de deuterocanonieke boeken voltooid en vijf jaar later werden nog enkele veranderingen aan het Oude Testament doorgevoerd, waar twee deelnemende kerken en Oostenrijk toen uiteindelijk van af zagen. Bij de herziening van 1975 was het de bedoeling de taal te moderniseren, maar was geen succes. Met name de veranderde bewoording van het Kerstevangelie viel niet in goede aarde. In 1977 nam de Evangelische Kirche in Deutschland de 120 radicale tekstveranderingen terug. De versie van 1984 beëindigde een jarenlange crisis rond de Luthervertaling.
De herziening van 1984 is inconsequent en dat is haar kracht. Op onbekende gedeelten heeft ze afscheid genomen van de bewoordingen en de zinsbouw van Luther, maar de bewoordingen van het Kerstevangelie en andere populaire gedeelten is ongewijzigd gebleven.
De medewerkers aan de versie van 1984 ontdekten dat met name de zinsbouw een kenmerkend onderdeel is van zijn vertaling. Zijn indrukwekkende, retorisch geformuleerde zinnen moeten niet in onderdelen worden geknipt. In de herziening van 1984 is ook de schrijfwijze van Bijbelse namen aangepast. In 2017 verscheen een nieuwe revisie, die deze revisie zou moeten vervangen. Ze werd ingevoerd in de Evangelische Kirche van Duitsland. Enkele vrije kerkgenootschappen houden vast aan de revisie van 1984.